# Ronde van België 2024
De 93e editie van de Ronde van België, ook wel Baloise Belgium Tour 2024 genoemd, werd verreden van 12 tot en met 16 juni 2024. De start van de meerdaagse etappekoers vond plaats in Beringen met een individuele tijdrit en de finish was onder het Atomium in Brussel. De Noor Søren Wærenskjold werd winnaar van het eindklassement en daarmee de opvolger van de Nederlander Mathieu van der Poel die de vorige editie had gewonnen.
De wedstrijd was onderdeel van de UCI ProSeries.

## Deelnemende ploegen
In totaal namen er 24 ploegen deel aan de Ronde van België 2024, waaronder 9 UCI WorldTeams.
| 9 WorldTeams               | 9 ProTeams              | 6 Continentale ploegen     |
| -------------------------- | ----------------------- | -------------------------- |
| Alpecin-Deceuninck         | Bingoal WB              | Pauwels Sauzen-Bingoal     |
| Soudal Quick-Step          | Uno-X Mobility          | VolkerWessels Cycling Team |
| Team Visma-Lease a Bike    | Team Flanders-Baloise   | Tarteletto-Isorex          |
| Intermarché-Circus-Wanty   | Israel-Premier Tech     | Philippe Wagner/Bazin      |
| Movistar Team              | Uno-X Pro Cycling Team  | BEAT Cycling Club          |
| Team dsm-firmenich PostNL  | Lotto-Dstny             |                            |
| Lidl-Trek                  | TDT-Unibet Cycling Team |                            |
| Decathlon-AG2R La Mondiale | TotalEnergies           |                            |
| Arkéa-B&B Hotels           | Team Novo Nordisk       |                            |

## Etappe-overzicht
| Etappe | Datum   | Startplaats  | Finishplaats          | Type rit            | Afstand  | Ritwinnaar        | Klassementsleider |
| ------ | ------- | ------------ | --------------------- | ------------------- | -------- | ----------------- | ----------------- |
| 1.     | 12 juni | ITT Beringen | ITT Beringen          | Individuele tijdrit | 12 km    | Søren Wærenskjold | Søren Wærenskjold |
| 2.     | 13 juni | Merelbeke    | Knokke-Heist          | Vlakke rit          | 184,2 km | Tim Merlier       | Søren Wærenskjold |
| 3.     | 14 juni | Turnhout     | Scherpenheuvel-Zichem | Heuvelrit           | 188,3 km | Jasper Philipsen  | Søren Wærenskjold |
| 4.     | 15 juni | Durbuy       | Durbuy                | Heuvelrit           | 177 km   | Alex Aranburu     | Søren Wærenskjold |
| 5.     | 16 juni | Brussel      | Brussel               | Vlakke rit          | 185,9 km | Tim Merlier       | Søren Wærenskjold |

## Eindklassementen

### Algemeen klassement
| Plaats | Naam               | Ploeg                      | Tijd      |
| ------ | ------------------ | -------------------------- | --------- |
| 1      | Søren Wærenskjold  | Uno-X Pro Cycling Team     | 16u25'20" |
| 2      | Mathias Vacek      | Lidl-Trek                  | +4"       |
| 3      | Alex Aranburu      | Movistar Team              | +7"       |
| 4      | Jasper Philipsen   | Alpecin-Deceuninck         | +17"      |
| 5      | Jasper Stuyven     | Lidl-Trek                  | +19"      |
| 6      | Kasper Asgreen     | Soudal Quick-Step          | +24"      |
| 7      | Alec Segaert       | Lotto-Dstny                | + 26"     |
| 8      | Damien Touzé       | Decathlon-AG2R La Mondiale | +28"      |
| 9      | Per Strand Hagenes | Team Visma-Lease a Bike    | +28"      |
| 10     | Pier-André Côté    | Israel-Premier Tech        | +35"      |

### Puntenklassement
| Plaats | Naam             | Ploeg                    | Punten |
| ------ | ---------------- | ------------------------ | ------ |
| 1      | Jasper Philipsen | Alpecin-Deceuninck       | 102    |
| 2      | Tim Merlier      | Soudal-Quick Step        | 79     |
| 3      | Gerben Thijssen  | Intermarché-Circus-Wanty | 48     |
| 4      | Olav Kooij       | Team Visma-Lease a Bike  | 47     |
| 5      | Lionel Taminiaux | Lotto-Dstny              | 43     |

### Jongerenklassement
| Plaats | Naam               | Ploeg                      | Tijd      |
| ------ | ------------------ | -------------------------- | --------- |
| 1      | Mathias Vacek      | Lidl-Trek                  | 16u25'24" |
| 2      | Alec Segaert       | Lotto-Dstny                | +22"      |
| 3      | Per Strand Hagenes | Team Visma-Lease a Bike    | +24"      |
| 4      | Pierre Gautherat   | Decathlon-AG2R La Mondiale | +39"      |
| 5      | Iván Romeo         | Movistar Team              | +43"      |

### Ploegenklassement
| Plaats | Ploeg                      | Tijd      |
| ------ | -------------------------- | --------- |
| 1      | Movistar Team              | 49u17'22" |
| 2      | Lidl-Trek                  | +3"       |
| 3      | Lotto-Dstny                | +19"      |
| 4      | Decathlon-AG2R La Mondiale | +52"      |
| 5      | Israel-Premier Tech        | +1'16"    |

Mannen:
1908 · 1909 · 1910 · 1911 · 1912 · 1913 · 1914 · 1915-1918 · 1920 · 1921 · 1922 · 1923 · 1924 · 1925 · 1926 · 1927 · 1928 · 1929 · 1930 · 1931 · 1932 · 1933 · 1934 · 1935 · 1936 · 1937 · 1938 · 1939 · 1940-1944 · 1945 · 1946 · 1947 · 1948 · 1949 · 1950 · 1951 · 1952 · 1953 · 1954 · 1955 · 1956 · 1957 · 1958 · 1959 · 1960 · 1961 · 1962 · 1963 · 1964 · 1965 · 1966 · 1967 · 1968 · 1969 · 1970 · 1971 · 1972 · 1973 · 1974 · 1975 · 1976 · 1977 · 1978 · 1979 · 1980 · 1981 · 1982-1983 · 1984 · 1985 · 1986 · 1987 · 1988 · 1989 · 1990 · 1991-2001 · 2002 · 2003 · 2004 · 2005 · 2006 · 2007 · 2008 · 2009 · 2010 · 2011 · 2012 · 2013 · 2014 · 2015 · 2016 · 2017 · 2018 · 2019 · 2020 · 2021 · 2022 · 2023 · 2024
Vrouwen:
2012 ·
2013 · 2014 · 2015 · 2016 · 2017 · 2018 · 2019 · 2020 · 2021 · 2022 · 2023
Ronde van Valencia ·
Figueira Champions Classic ·
Ronde van Oman ·
Clásica de Almería ·
Ronde van de Algarve ·
Ruta del Sol ·
Ardèche Classic ·
Drôme Classic ·
Kuurne-Brussel-Kuurne ·
Trofeo Laigueglia ·
Nokere Koerse ·
Milaan-Turijn ·
GP Denain ·
Bredene Koksijde Classic ·
Grote Prijs Miguel Indurain ·
Scheldeprijs ·
Brabantse Pijl ·
Ronde van de Alpen ·
Ronde van Turkije ·
Grote Prijs van Plumelec ·
Tro Bro Léon ·
Ronde van Hongarije ·
Vierdaagse van Duinkerke ·
Boucles de la Mayenne ·
Ronde van Noorwegen ·
Circuit Franco-Belge ·
Brussels Cycling Classic ·
Dwars door het Hageland ·
Ronde van België ·
Ronde van Slovenië ·
Ronde van het Qinghaimeer ·
Ronde van Wallonië ·
Arctic Race of Norway ·
Ronde van Burgos ·
Ronde van Denemarken ·
Ronde van Duitsland ·
Maryland Cycling Classic ·
Ronde van Groot-Brittannië ·
Grote Prijs van Fourmies ·
GP Industria & Artigianato-Larciano ·
Coppa Sabatini ·
Grote Prijs van Wallonië ·
Ronde van Luxemburg ·
Super 8 Classic ·
Ronde van Langkawi ·
Ronde van het Münsterland ·
Ronde van Emilia ·
Parijs-Tours ·
Coppa Bernocchi ·
Ronde van de Drie Valleien ·
Ronde van Piemonte ·
Ronde van het Taihu-meer ·
Ronde van Veneto ·
Japan Cup ·
Veneto Classic